# Ancient Warfare
Ancient Warfare è una rivista a colori bimensile olandese di storia militare.

## Storia e caratteristiche
Ancient Warfare ha preso avvio nel 2007. È pubblicata a Rotterdam dalla casa editrice olandese Karwansaray. La rivista è stata fondata da Jasper Oorthuys, che adesso vi lavora come consigliere delegato e redattore capo.
La maggior parte degli articoli verte su un tema centrale per ogni numero. I singoli numeri includono articoli su una specifica campagna, oppure fenomeni più generali, come per esempio gli assedi. Ogni numero generalmente prende il via con un'introduzione storica dell'argomento. L'introduzione è di solito seguita da un articolo che approfondisce le fonti rilevanti per il tema, come una narrazione storica o una fonte archeologica. Il tema è poi illustrato da articoli su guerrieri, battaglie e generali che ineriscono ad esso. Tra gli autori si annoverano noti specialisti, come Bob Bennett, Duncan B. Campbell, Ross Cowan, Lukas de Blois, Stephen English, Adrian Murdoch, Joseph Pietrykowski, Jona Lendering, e Mike Roberts.
La rivista inoltre include notizie e lettere dei lettori, così come recensioni di libri importanti, giochi, modellini e musei. Le illustrazioni comprendono disegni originali, mappe e fotografie di manufatti. Il materiale online a libera disposizione include il blog dell'editore e il podcast che è pubblicato in rapporto ai temi della rivista.
Altri spin-offs sono stati numeri speciali sulla Battaglia di Teutoburgo e sulla natura delle centuria dei Romani. Dal 2012, il numero speciale annuale è pubblicato nella forma di libro con copertina rigida. Il primo è stato Edge of Empire (2012), una traduzione, rielaborata, in inglese di un libro originale in olandese di Jona Lendering e Arjan Bosman sull'occupazione romana dei Paesi Bassi. Il secondo è stato Henchmen of Ares: Warriors and Warfare in Early Greece (2013) scritto dall'allora redattore Josho Brouwers e basato sulla sua tesi di dottorato sul mondo della guerra dell'antica Grecia.
La rivista è registrata come ISSN 1874-7019.